# Wrocław Sołtysowice
Wrocław Sołtysowice – stacja kolejowa we Wrocławiu, przy alei Poprzecznej, na osiedlu Sołtysowice, w pobliżu Centrum Handlowego Korona.

## Ruch pasażerski
| Rok  | Wymiana pasażerska na dobę |
| ---- | -------------------------- |
| 2017 | 300-499                    |
| 2022 | 700-999                    |

## Lokalizacja
Stacja znajduje się na skrzyżowaniu linii Kolei Prawego Brzegu Odry i linii Kolei Wrocławsko-Jelczańskiej. Na stacji zatrzymują się tylko pociągi osobowe Kolei Dolnośląskich do Trzebnicy oraz regio do Oleśnicy, Bierutowa, Kluczborka, Lublińca, Poznania, Ostrowa Wlkp., Łodzi Kaliskiej, Wrocławia Głównego i Nadodrza. W 2000 roku zawieszono kursowanie składów pasażerskich w kierunku Jelcza oraz Opola przez Jelcz. Teraz na odcinku tej linii do Swojczyc jeżdżą jedynie pociągi towarowe do składu paliw Orlen. Dnia 1 kwietnia 2017 powróciły na dwa lata połączenia pasażerskie do stacji Wrocław Wojnów.
Ze stacją osobową graniczy towarowa, od której odchodzą bocznice do nieistniejącej Cukrowni "Wrocław" i młyna "Sułkowice" oraz łącznik do Osobowic i nieczynnej już stacji towarowej Wrocław Różanka znajdującej się koło byłego Młyna Różanka. Stacja obsługiwała też wiele bocznic do zakładów przemysłowych, takich jak młyn i cukrownia.

## Historia
Budynek dworcowy nieznanego autora powstał około 1871. Jest murowany z cegły i otynkowany, pokryty dachem dwuspadowym. Od strony wschodniej przylega do niego parterowy magazyn, od zachodniej znajduje się piętrowa przybudówka z pomieszczeniami służbowymi, a tuż dalej dwuipółpiętrowa nastawnia dysponująca. Na parterze umiejscowiona jest poczekalnia, kasy pasażerskie i towarowe, dawniej również przechowalnia bagażu, a na piętrze mieszkanie. Okna parteru zostały osadzone na gzymsie działowym; wszystkie otwory zamknięto odcinkiem łuku. Od strony ulicy dworzec jest poprzedzony niewielkim placem. Przed wejściem do budynku dworca znajduje się niewielki skwer i pozostałość po fontannie.
W czasie walk o miasto od lutego do maja 1945 na stacji i na linii kolejowej do Wrocławia Osobowic działał niemiecki pociąg pancerny ostrzeliwujący oddziały radzieckie i polskie na Wzgórzach Trzebnickich.

## Komunikacja
Do stacji można dotrzeć pieszo z przystanków komunikacji miejskiej (111, 118, 121, 128, 130, 131, 151, 904, 911, 914, 921, 924) koło CH Korona (około 5 minut) lub przystanku Poprzeczna na ul. Sołtysowickiej (116, 119, pieszo 15 minut).